# Словачки пастирски пас
Словачки пастирски пас или Словачки чувар је раса паса која се користи као чувар стоке. Ова раса је развијена у 17. веку у планинским пределима бивше Чехословачке. 
После Другог светског рата, ови пси су били на ивици изумирања, али је псоводилац Антонин Грудо обновио ову расу. Ови пси се такође користе као пси чувари и пси за спасавање. Словачки чувар је такође одличан за породични живот и везан је за све чланове породице.
Датумом почетка регистрованог узгоја словачког чувара у Чехословачкој (професор Антонин Гружа са Ветеринарског факултета у Брну) сматра се 4. јун 1929. године. Клуб одгајивача је основан 1933. године. Приплодни материјал је углавном долазио из области око Липтовске Лузне, Кокаве и Виходне у северној Словачкој, као и Рахова у источним Карпатима. Ова раса је званично регистрована 1964. године. Не постоји званични стандард за ову расу у Великој Британији.